# 小笠原長世
小笠原 長世（おがさわら ながつぐ、明和2年（1765年） - 文化10年8月5日（1813年8月30日））は、江戸時代の旗本。豊前国下毛郡時枝（現在の大分県宇佐市の一部）領主。時枝小笠原氏の第5代当主。小笠原政久の四男、小笠原長喜（ながよし）の養子。室は山名義徳娘、のちに離縁し小笠原長為の娘と再婚。子に小笠原長保。別名は長貴、長如。通称は菊三郎、大膳、中務。官位は大和守。
中津藩主小笠原長胤の弟小笠原長宥（ながます）が、元禄7年（1694年）に豊前国下毛郡宇佐のうち私墾田10ヶ村5,000石が与えられ、翌年旗本に列した。元禄11年、長胤が改易となるが領地はそのまま残った。小笠原長丘（ながおか）、小笠原長賢（ながかた）、長喜と続き、その養子が長世である。
明和8年（1771年）12月6日、7歳で家督を継ぐ。文化5年（1808年）3月28日、日光奉行となり、文化10年（1813年）8月5日の死去時まで務める。